# Kreisgericht Marijampolė
Das  Kreisgericht Marijampolė (lit. Marijampolės rajono apylinkės teismas) ist ein Kreisgericht mit zwölf Richtern in Litauen in der siebtgrößten Stadt der Republik. Das zuständige Territorium ist die Stadt und der Rajon Marijampolė. Das Gericht der 2. Instanz ist das Bezirksgericht Kaunas. 
Adresse: Kauno Str. 8, Marijampolė, LT-68505.

## Richter
- Gerichtspräsidentin Teresė Klimienė
- Stellvertretender Gerichtspräsident Nerijus Brinevičius[2]